# 杨觐光 (明朝)
杨觐光（1585年—1635年），字星甫、星仲，號彬宸，又號百芝，山東招遠縣人，明朝政治人物。

## 生平
萬曆三十四年（1606年）丙午科山东乡试第二十名舉人，萬曆三十五年（1607年）聯捷丁未科进士，授行人司行人，天启中，历任礼部主客司主事、精膳司郎中、祠祭司郎中，三年升江西右参政，加按察使，五年升陕西右布政使，兵备固原，六年升左布政。崇祯元年升南京太仆寺卿，迁通政使。

## 家族
曾祖杨邦杰。祖父杨槐。父杨州牧，廪生。母孫氏。具庆下。兄覘光。弟觀光。
有弟楊觀光，官至詹事府少詹，兼翰林院侍讀學士。